# Coutières
Coutières est une ancienne commune du centre-ouest de la France située dans le département des Deux-Sèvres en région Nouvelle-Aquitaine. Elle fait partie depuis le 1er janvier 2019 de la commune nouvelle des Châteliers.

## Géographie
Coutières se situe dans les Deux-Sèvres, entre Saint-Maixent-l'École et Parthenay, faisant partie 
de la Communauté de communes Parthenay-Gâtine. La commune de Coutières possède une certaine diversité de sols (granit, sols argilo-calcaires, argiles).
La commune est traversée par un cours d'eau, la Vonne, fréquenté par des amateurs de pêche, et par des visiteurs se baladant sur les rives et pouvant découvrir le parcours du sentier du granit. L'élevage domine et imprime sa marque sur des paysages de bocage aux prairies verdoyantes enserrées de haies vives.

## Histoire
Elle fusionne le 1er janvier 2019 avec Chantecorps pour constituer la commune nouvelle des Châteliers.

## Politique et administration
| Période      | Période  | Identité        | Étiquette | Qualité             |
| ------------ | -------- | --------------- | --------- | ------------------- |
| janvier 2019 | En cours | Nicolas Gamache | EELV      | Conseiller régional |

| Période   | Période       | Identité            | Étiquette | Qualité             |
| --------- | ------------- | ------------------- | --------- | ------------------- |
| mars 1995 | mars 2008     | Jean-Claude Chaigne |           |                     |
| mars 2008 | décembre 2018 | Nicolas Gamache     | EELV      | Conseiller régional |

| 1793 | 1800 | 1806 | 1821 | 1831 | 1836 | 1841 | 1846 | 1851 |
| ---- | ---- | ---- | ---- | ---- | ---- | ---- | ---- | ---- |
| 329  | 295  | 265  | 291  | 311  | 331  | 331  | 320  | 314  |

| 1856 | 1861 | 1866 | 1872 | 1876 | 1881 | 1886 | 1891 | 1896 |
| ---- | ---- | ---- | ---- | ---- | ---- | ---- | ---- | ---- |
| 301  | 294  | 293  | 296  | 305  | 305  | 308  | 324  | 309  |

| 1901 | 1906 | 1911 | 1921 | 1926 | 1931 | 1936 | 1946 | 1954 |
| ---- | ---- | ---- | ---- | ---- | ---- | ---- | ---- | ---- |
| 320  | 323  | 296  | 266  | 265  | 278  | 262  | 265  | 250  |

| 1962 | 1968 | 1975 | 1982 | 1990 | 1999 | 2006 | 2008 | 2013 |
| ---- | ---- | ---- | ---- | ---- | ---- | ---- | ---- | ---- |
| 232  | 202  | 187  | 177  | 138  | 128  | 145  | 150  | 173  |

| 2016 | - | - | - | - | - | - | - | - |
| ---- | - | - | - | - | - | - | - | - |
| 175  | - | - | - | - | - | - | - | - |